# 도티
도티(본명: 나희선, 1986년 12월 10일 ~)는 대한민국의 인터넷 방송인이자 콘텐츠 크리에이터이다. 2013년 유튜브 채널을 개설한 이후, 독창적인 콘텐츠와 활발한 활동을 통해 많은 팬층을 확보했다.
도티의 대표 콘텐츠는 마인크래프트 게임 플레이로, 직접 제작한 스토리 기반의 콘텐츠와 다양한 챌린지 영상으로 주목받았다. 특히, 여러 크리에이터들과의 협업을 통해 연출한 게임 상황극은 큰 인기를 끌었으며, 단순한 게임 스트리머를 넘어 어린이들에게 꿈과 상상력을 전하는 크리에이터로 자리매김했다. 그의 유튜브 채널은 꾸준한 성장세를 이어가며, 구독자 수는 200만 명을 넘어섰다.
도티는 온라인 활동에만 국한되지 않고, 방송 프로그램 출연, 도서 출판, 기업 경영 등 다양한 분야에서도 활약하고 있다. 2015년에는 친구 이필성과 함께 MCN 기업인 샌드박스 네트워크를 공동 설립하여, 다양한 크리에이터들을 발굴·지원하며 업계 전반에 큰 영향을 미쳤다. 또한, 어린이와 청소년을 대상으로 한 책을 출간하고, 애니메이션 및 캐릭터 사업에도 도전하는 등 콘텐츠 산업 전반에서 활발한 활동을 이어가고 있다.
이처럼 도티는 단순한 인기 유튜버를 넘어, 대한민국을 대표하는 1인 미디어 크리에이터로 평가받는다. 그는 어린이와 청소년들에게 긍정적인 메시지를 전하는 콘텐츠를 제작하며, 친근하고 모범적인 이미지로 폭넓은 팬층의 사랑을 받고 있다.

## 학력
- 중원초등학교 (졸업)
- 영성중학교 (졸업)
- 풍생고등학교 (졸업)
- 연세대학교 법과대학 (법학사)

## 텔레비전 프로그램

### 방송 출연
| 연도   | 기간                | 방송사   | 제목                         | 역할                                                  | 장르         | 비고     |
| ------ | ------------------- | -------- | ---------------------------- | ----------------------------------------------------- | ------------ | -------- |
| 2019년 |                     | MBC      | 《미스터리 음악쇼 복면가왕》 | 게스트(작심삼일 역)                                   | 예능         | 출연     |
| 2019년 |                     | 투니버스 | 《조아서 구독중》            | 도티 역                                               | 웹드라마     | 출연     |
| 2020년 | 2월 14일 ~ 5월 29일 | 애니맥스 | 《도티의 방과후 랭킹》       | 진행자                                                | 예능         | 출연     |
| 2020년 | 3월 8일 ~ 3월 22일  | MBC      | 《선을 넘는 녀석들》         | 게스트                                                | 예능         | 출연     |
| 2020년 |                     | tvN      | 《문제적 남자》              | 고정 게스트                                           | 예능         | 출연     |
| 2020년 |                     | MBC      | 《비디오스타》               | 게스트                                                | 예능         | 출연     |
| 2020년 |                     | KBS      | 《개그콘서트》               | 게스트                                                | 예능         | 출연     |
| 2020년 | 3월 8일             | JTBC     | 《스타와 직거래 - 유랑마켓》 | 판매자                                                | 예능         | 출연     |
| 2020년 | 7월 10일 ~          | MBN      | 《보이스트롯》               | 참가자                                                | 예능(오디션) | 출연     |
|        |                     | KBS      | 《사장님 귀는 당나귀 귀》    | 현주엽이 샌드박스에 도티(나희선)을 만나 게스트로 출연 | 예능         | 출연     |
|        |                     | MBC      | 《전지적 참견 시점》         | 게스트                                                | 예능         | 출연     |
|        |                     | 투니버스 | 《조아서 구독중2》           | 도티 역                                               | 출연         |          |
| 2021년 |                     | SBS      | 《라켓소년단》               |                                                       | 드라마       | 특별출연 |
| 2022년 |                     | 투니버스 | 《다시 만난 세계: 쩌미문》   | 도티                                                  | 드라마       | 특별출연 |
|        | 10월 21일           | Mnet     | 《쇼미더머니11》             | 도티[2]                                               | 예능         | 출연     |

### 라디오
- SBS 파워 FM
  - 배성재의 텐 - 게스트(2020년 2월 6일)
  - 두시탈출 컬투쇼 - 게스트(2020년 2월 18일)

### 영화
- 도티와 영원의 탑 - 도티 (2023년 12월 27일)

## 선로 무단진입 논란
선로에 무단 진입하여 논란이 되었다. 도티의 말로는 폐선인 줄 알았다고 한다. 논란이 터진 이후 코레일에 사과했다. 이후 도티는 철도안전법 위반으로 고발당했다.